# Lluïsa Elisabet de Borbó
Lluïsa Elisabet de Borbó, princesa de Conti (Versalles 1693 - París 1775). Princesa de sang de França de la casa de Condé amb el tractament d'altesa reial que es maridà en el si de la Casa principesa de Conti.
Nascuda al Palau de Versalles el dia 22 de novembre de l'any 1693 essent filla del príncep Lluís de Borbó-Condé i de la princesa Lluïsa Francesca de Borbó. Lluïsa Elisabet era neta, per via paterna, del príncep Enric de Borbó-Condé i de la princesa Anna de Baviera. Per via materna, Lluïsa Elisabet era neta del rei Lluís XIV de França i de la Madame de Montespan.
El 9 de juliol de l'any 1713 contragué matrimoni al Palau de Versalles amb el príncep Lluís Armand de Borbó, Príncep de Conti, fill del príncep Francesc Lluís de Borbó, Príncep de Conti, Le Grand Conti i de la princesa Maria Teresa de Borbó. La parella tingué dos fills:
1. el príncep Lluís Francesc de Borbó, Príncep de Conti, nat el 1717 i mort el 1776 a París. Es casà amb la princesa Lluïsa Diana d'Orleans.

1. la princesa Lluïsa Enriqueta de Borbó, nada a París el 1726 i morta a París el 1759. Es casà amb el príncep Lluís Felip d'Orleans.

Malgrat ésser extremadament agradable, molt ben educada i molt ben considerada a la Cort del rei Lluís XV de França, el seu matrimoni amb el príncep de Contí fracassà estrepitosament.
La princesa aviat prengué un amant, el marquès de La Fare, un atractiu membre de la Cort que esdevindria mariscal de França, sense que cap dels dos dissimulés ni la seva atracció mútua ni la seva relació, la qual cosa enfurismà al príncep de Conti, extremadament gelós.
La relació matrimonial arribà a limits extrems quan el prícep apel·là al Parlament per tal que la princesa retornés al domicili conjugal després que aquesta l'hagués abandonat a causa de la violència que emprava el príncep. El Parlament concedí la raó al príncep que tancà la seva dona al Castell de l'Isle-Adam, apartada de la vida cortesana i de París. Dos anys després, la princesa es reintegrà a la vida palatina.
Fou, l'any 1746, qui presentà al rei Lluís XV de França la marquesa de Pompadour. La princesa fou propietària del Castell de Voisins a Louveciennes el qual fou restaurat per ordre seva i sota la direcció de l'arquitecte Claude-Nicolas Ledoux.